# روان‌سنجی جهانی
روان‌سنجی جهانی شامل ابزارهای روان‌سنجی است که می‌تواند ویژگی‌های روان‌شناختی هر عامل هوشمندی را اندازه‌گیری کند. تا اوایل قرن بیست و یکم، روان‌سنجی به شدت بر آزمون‌های روان‌شناختی تکیه می‌کرد که آزمودنی‌ها را ملزم به پاسخگویی به سؤالات شرکتی می‌کرد که معروف‌ترین نمونه آن آزمون هوش است. چنین روش‌هایی فقط برای اندازه‌گیری ویژگی‌های روانی انسان قابل استفاده هستند. در نتیجه، برخی از محققان ایده روان‌سنجی جهانی را پیشنهاد کرده‌اند - آنها توسعه روش‌های آزمایشی را پیشنهاد می‌کنند که امکان اندازه‌گیری ویژگی‌های روان‌شناختی موجودات غیرانسانی را فراهم می‌کند.
به عنوان مثال، پیشنهاد شده است که آزمون تورینگ شکلی از روانسنجی جهانی است. آزمون تورینگ شامل تلاش آزمایش‌کنندگان (بدون هیچ گونه پیش‌دانشی) برای تشخیص انسان از ماشین با تعامل با هر دو (در حالی که قادر به دیدن هیچ‌یک از افراد نیستند) است. فرض بر این است که اگر دستگاه به همان اندازه یک انسان هوشمند باشد، آزمایش‌کنندگان قادر به تشخیص این دو نخواهند بود، یعنی حدس‌های آنها بهتر از شانس نخواهد بود؛ بنابراین، آزمون تورینگ می‌تواند هوش (یک متغیر روان‌شناختی) هوش مصنوعی را اندازه‌گیری کند.
سایر ابزارهای پیشنهادی برای روان‌سنجی جهانی شامل یادگیری تقویتی و اندازه‌گیری توانایی پیش‌بینی پیچیدگی است.